# Vouvry
Vouvry (frankoprovensalska: Vovri/Vœvri) är en ort och kommun i distriktet Monthey i kantonen Valais, Schweiz. Kommunen har 4 621 invånare (2023).